# Dick Kinney
Dick Kinney, nascido Richard Timothy Kinney (1917- Glendale, 24 de março de 1985) foi um escritor de quadrinhos dos estúdios Disney, especialista nas histórias do Pato Donald e do Tio Patinhas. Foi o criador, em conjunto com o desenhista Al Hubbard, dos personagens Peninha (1963), Urtigão (1964) e também do agente secreto 00-Zero (1966).
Como escritor, trabalhou em vários estúdios, entre eles Disney, Walter Lantz, UPA, Hanna-Barbera e King Features. A cena das Cataratas do Niágara, no desenho do Pica-Pau, um dos mais cultuados da história do personagem, foi escrita por ele. 
Trabalhou com vários personagens além dos citados acima, como Pluto, Pateta, Popeye, Tom e Jerry, Maguila o gorila.